# 超級偶像8
《超級偶像8》（簡稱《超8》），是三立電視歌唱選秀節目《超級偶像》的第八屆賽事，三立都會台於2013年7月21日起每週日晚間10點整首播，超級電視台於2013年7月27日起每週六晚間8點整首播。本屆主要評審陣容有于美人、包小松、黎明柔、陳國華和許哲珮，更首度採用導師制，由喜歡音樂陳子鴻及台灣索尼音樂娛樂薛忠銘擔綱導師。《超級偶像》自本屆起改由三立電視節目部製作、不再由友松傳播製作，臺灣電視公司退出聯播。

## 概說
2013年7月21日開始的《超級偶像》第八屆賽事，主要評審陣容有于美人、包小松、黎明柔、陳國華、陳秀珠和許哲珮，以每位參賽者為起端，進行內容不一的競賽。2013年5月27日，《超級偶像》第八屆賽事製作人楊元麟說，這次賽制不同以往，將與台灣索尼音樂娛樂及喜歡音樂合作，並嘗試讓這兩家唱片公司參與比賽過程甚至PK，增添可看性。

## 首播
| 頻道       | 所在地 | 播出日期        | 首播時間           |
| ---------- | ------ | --------------- | ------------------ |
| 三立都會台 | 臺灣   | 2013年7月21日起 | 每週日 22:00-24:00 |
| 超級電視台 | 臺灣   | 2013年7月27日起 | 每週六 20:00-22:00 |
| 星和都會台 | 新加坡 | 2013年8月8日起  | 每週四 20:00-22:00 |

## 重播
| 頻道       | 所在地 | 播出日期        | 重播時間                       |
| ---------- | ------ | --------------- | ------------------------------ |
| 三立都會台 | 臺灣   | 2013年7月27日起 | 每週六 11:00-13:00 17:30-19:30 |
| 三立都會台 | 臺灣   | 2013年7月28日起 | 每週日 00:00-02:00             |

## 賽事紀錄

### 正式賽程
| 索尼音樂團隊 | 索尼音樂團隊 | 索尼音樂團隊 | 索尼音樂團隊 | 索尼音樂團隊 | 喜歡音樂團隊 | 喜歡音樂團隊 | 喜歡音樂團隊 | 喜歡音樂團隊 | 喜歡音樂團隊 |
| 張懷顥       | 鄧佑剛       | 馮玟璇       | 陳佳琦       | 江筱柔       | 王榮德       | 楊涵琁       | 戴玉娟       | 蘇玉貞       | 陳詩妤       |

| 超級偶像第八屆前五強選手（名次） |                             |                             |                             |                               |
| 陳詩妤（冠軍） 總積分91.350      | 江筱柔（亞軍） 總積分90.050 | 蘇玉貞（季軍） 總積分89.783 | 陳佳琦（殿軍） 總積分88.217 | 張懷顥（第五名） 總積分87.967 |

| 冠中冠人氣王票選（票數） |                 |                 |                 |                 |
| 陳詩妤（569票）          | 江筱柔（320票） | 蘇玉貞（210票） | 張懷顥（192票） | 陳佳琦（152票） |

## 儲備歌手分組表
索尼音樂團隊　  喜歡音樂團隊　  待定區救回
| 參賽者（入選集數） |              |              |              |              |              |              |              |
| 吳宗訓（13）       | 張懷顥（13） | 馮玟璇（13） | 楊智羽（14） | 陳佳琦（14） | 江筱柔（14） | 楊曼寧（14） | 鄧佑剛（14） |
| 王榮德（13）       | 蘇玉貞（13） | 卓瑋婷（13） | 蔡嘉維（14） | 溫哲軒（14） | 戴玉娟（14） | 楊涵琁（14） | 陳詩妤（14） |

### 二大唱片實力PK戰
索尼音樂勝利　  喜歡音樂勝利　  未出賽

#### 上回（10/27播出）
| 參賽選手（當集分數） |              |              |              |              |              |              |              |
| 第一戰               | 第二戰       | 第三戰       | 第四戰       | 第五戰       | 第六戰       | 第七戰       | 第八戰       |
| 張懷顥（85）         | 陳佳琦（82） | 鄧佑剛（83） | 楊智羽（85） | 馮玟璇（86） | 楊曼寧（84） | 江筱柔（88） | 吳宗訓（82） |
| 王榮德（87）         | 卓瑋婷（78） | 楊涵琁（88） | 戴玉娟（83） | 蘇玉貞（86） | 蔡嘉維（86） | 陳詩妤（87） | 溫哲軒（83） |

#### 下回（11/3播出）
| 參賽選手（當集分數） |              |              |              |              |              |              |              |
| 第一戰               | 第二戰       | 第三戰       | 第四戰       | 第五戰       | 第六戰       | 第七戰       | 未出賽       |
| 楊智羽（87）         | 楊曼寧（82） | 張懷顥（88） | 陳佳琦（86） | 馮玟璇（84） | 鄧佑剛（86） | 江筱柔（83） | 吳宗訓（00） |
| 王榮德（88）         | 楊涵琁（82） | 蔡嘉維（80） | 戴玉娟（81） | 溫哲軒（84） | 陳詩妤（91） | 蘇玉貞（78） | 卓瑋婷（00） |

### 90年代金曲淘汰賽
索尼音樂勝利　  喜歡音樂勝利　  未出賽
| 參賽選手（當集分數） |              |              |              |              |              |              |              |
| 第一戰               | 第二戰       | 第三戰       | 第四戰       | 第五戰       | 第六戰       | 第七戰       | 第八戰       |
| 鄧佑剛（85）         | 陳佳琦（81） | 楊智羽（83） | 楊曼寧（79） | 江筱柔（86） | 吳宗訓（81） | 馮玟璇（87） | 張懷顥（86） |
| 戴玉娟（83）         | 蘇玉貞（86） | 溫哲軒（84） | 蔡嘉維（80） | 王榮德（83） | 楊涵琁（86） | 陳詩妤（89） | 卓瑋婷（84） |

- 因該集為「淘汰賽」，故即使喜歡音樂已於第七戰贏得第五勝，依規定兩隊最後一棒張懷顥、卓瑋婷仍需出賽。

### 高分驟死淘汰賽
索尼音樂團隊　  喜歡音樂團隊　  未達門檻
| 參賽選手（當集分數） |              |              |              |              |              |              |              |
| 第一位               | 第二位       | 第三位       | 第四位       | 第五位       | 第六位       | 第七位       | 第八位       |
| 陳佳琦（85）         | 鄧佑剛（85） | 卓瑋婷（80） | 吳宗訓（84） | 馮玟璇（87） | 張懷顥（89） | 蘇玉貞（84） | 楊涵琁（83） |
| 第九位               | 第十位       | 第十一位     | 第十二位     | 第十三位     | 第十四位     | 第十五位     |              |
| 戴玉娟（85）         | 楊智羽（87） | 蔡嘉維（85） | 王榮德（91） | 溫哲軒（85） | 江筱柔（89） | 陳詩妤（92） |              |

### 冠軍魔王踢館賽
索尼音樂團隊　  喜歡音樂團隊　  魔王軍團勝利

#### 上回（11/24播出）
| 參賽選手（當集分數） |              |              |              |              |              |              |              |
| 參賽團隊             | 第一戰       | 第二戰       | 第三戰       | 第四戰       | 第五戰       | 第六戰       | 第七戰       |
| 超偶聯盟             | 溫哲軒（82） | 陳佳琦（85） | 蔡嘉維（81） | 鄧佑剛（86） | 蘇玉貞（92） | 王榮德（84） | 江筱柔（78） |
| 魔王軍團             | 何彥臻（86） | 金夢庭（87） | 張可亞（86） | 莫 言（88）  | 鄭如儀（88） | 江惠儀（91） | 九 九（89）  |

- 1號踢館魔王何彥臻：女，18歲，封號「高校最強音」，曾獲全國高中職流音之星第七及第八屆冠軍，第十四屆松商紅沙崗個人組第一名。曾參加過明日之星衛冕賽。
- 2號踢館魔王金夢庭：女，19歲，封號「台灣愛黛兒」，曾獲台中一中紅樓歌唱比賽冠軍。
- 3號踢館魔王張可亞：男，20歲，封號「Vitas王子」，曾獲全國學生音樂比賽聲樂組冠軍。
- 4號踢館魔王莫　言：男，45歲，封號「台灣騰格爾」，曾獲南島語系歌曲創作大賽首獎，由好友金曲歌王荒山亮引薦而來參賽。
- 5號踢館魔王鄭如儀：女，28歲，封號「代原者」，曾參加過明日之星、我的中國星等比賽，是明日之星第4位衛冕20關的百萬得主。
- 6號踢館魔王江惠儀：女，29歲，封號「台語界蔡琴」，曾為超級紅人榜首位闖過20關的衛冕者，現為發片歌手。
- 7號踢館魔王九　九：女，22歲，封號「空降殺手」，曾參加中國好聲音並入選進哈林戰隊。

#### 下回（12/01播出）
| 參賽選手（當集分數） |              |              |              |              |              |              |              |
| 參賽團隊             | 第一戰       | 第二戰       | 第三戰       | 第四戰       | 第五戰       | 第六戰       | 第七戰       |
| 超偶聯盟             | 楊涵琁（85） | 吳宗訓（86） | 馮玟璇（90） | 楊智羽（81） | 戴玉娟（86） | 張懷顥（87） | 陳詩妤（93） |
| 魔王軍團             | 孟 言（88）  | 鄧文傑（78） | 蔡恩如（84） | 張𩊇勍（89） | 張少騰（85） | 臧一人（91） | 吳亦帆（97） |

- 1號踢館魔王孟　言：女，28歲，封號「大馬台語歌后」，曾獲數個歌唱比賽冠軍，現為超級紅人榜偶像組衛冕者。
- 2號踢館魔王鄧文傑：男，20歲，封號「窮嘶盃冠軍」，曾獲內壢高中窮嘶盃歌唱大賽第一名，因在網路上的一段演唱影片而獲「煎熬哥」的封號。
- 3號踢館魔王蔡恩如：女，21歲，封號「重低音靈魂歌姬」，曾獲輔仁大學外韻獎冠軍。
- 4號踢館魔王張𩊇勍：女，11歲，封號「南臺灣老歌天后」，曾獲恆春鎮母親節全國歌唱比賽冠軍、旗津區歌唱比賽冠軍。
- 5號踢館魔王張少騰：男，28歲，封號「闇黑系趙傳」，曾獲台北城市科技大學歌唱賽冠軍。
- 6號踢館魔王臧一人：男，26歲，封號「高音無限之林志炫徒弟」，曾獲央視中華情、情義在線全國冠軍，浙江衛視麥霸英雄匯全國總冠軍，現為發片歌手。
- 7號踢館魔王吳亦帆：女，34歲，封號「金曲獎新人」，曾獲金曲超級星藝人歌唱比賽冠軍，曾入圍金曲獎最佳新人，現為發片歌手。

### 超偶星光世紀對決
超偶聯盟勝利　  魔王軍團勝利
| 參賽選手（當集分數） |                      |                      |                              |                      |                      |                      |
| 參賽團隊             | 第一戰               | 第二戰               | 第三戰                       | 第四戰               | 第五戰               | 第六戰               |
| 超偶聯盟             | 王榮德、戴玉娟（86） | 馮玟璇、陳佳琦（81） | 鄧佑剛、楊智羽、吳宗訓（88） | 溫哲軒、楊涵琁（79） | 陳詩妤、蘇玉貞（93） | 張懷顥、江筱柔（80） |
| 星光魔王             | 林鴻鳴（90）         | 安伯政（86）         | 邊品憲（84）                 | 胡采書（85）         | 黃郁善（90）         | 劉明湘（93）         |

- 1號星光魔王林鴻鳴：男，32歲。超級星光大道（第四屆）第三名。曾獲07年YAMAHA熱音賽台灣區最佳主唱、08年YAMAHA熱音賽亞洲區最佳主唱。
- 2號星光魔王安伯政：男，32歲。超級星光大道（第一屆）第十名。音質曾被評審張宇評為該屆最好的聲音，曾發過一張專輯。
- 3號星光魔王邊品憲：男，27歲。超級星光大道（第六屆）第五名。曾有「情歌王子」稱號，現為模特兒。
- 4號星光魔王胡采書：男，29歲。超級星光大道（第五屆）第十名。曾為超級星光大道第四屆踢館魔王。
- 5號星光魔王黃郁善：女，29歲。超級星光大道（第六屆）第四名。曾有「星光阿凡達」稱號。
- 6號星光魔王劉明湘：女，27歲。超級星光大道（第五屆）第二名。曾被評審袁惟仁評為星光幫中英文歌演繹最好的選手。

### 跨界高壓合作賽
索尼音樂團隊　  喜歡音樂團隊
| 參賽選手（當集分數）                   |                             |                        |                              |                            |                              |                        |
| 第一戰                                 | 第二戰                      | 第三戰                 | 第四戰                       | 第五戰                     | 第六戰                       | 第七戰                 |
| 楊涵琁 World Gym （85）                | 吳宗訓 Storm Rockers （84） | 鄧佑剛 李昶俊 （85）   | 馮玟璇 Attitude （89）       | 王榮德 Street Party （84） | 楊智羽 金罵沒ㄤMV舞群 （87） | 蘇玉貞 POP Corn （86） |
| 第八戰                                 | 第九戰                      | 第十戰                 | 第十一戰                     | 第十二戰                   | 第十三戰                     |                        |
| 溫哲軒 東海大學\|無限定打擊樂團 （80） | 陳佳琦 Storm Rockers （89） | 陳詩妤 缺席舞團 （84） | 江筱柔 亞太競技啦啦隊 （92） | 張懷顥 缺席舞團 （90）     | 戴玉娟 T:ime 午茶女孩 （92） |                        |

### 冠軍合作突破賽
索尼音樂團隊　  喜歡音樂團隊
| 參賽選手（當集分數） |                      |                      |                         |                        |                      |
| 第一戰               | 第二戰               | 第三戰               | 第四戰                  | 第五戰                 | 第六戰               |
| 馮玟璇+卓義峰 （85） | 吳宗訓+潘泓仁 （76） | 楊智羽+丁衣凡 （79） | 楊涵琁+李崗霖 （83）    | 陳佳琦+動手動腳 （82） | 戴玉娟+謝維倫 （89） |
| 第七戰               | 第八戰               | 第九戰               | 第十戰                  | 第十一戰               | 第十二戰             |
| 鄧佑剛+康思婷 （86） | 王榮德+呂 薔 （87）  | 蘇玉貞+吳申梅 （89） | 張懷顥+Kimberley （84） | 陳詩妤+方炯鑌 （87）   | 江筱柔+吳亦帆 （88） |

- 1號合作者卓義峰：男，28歲。曾為快樂星期天校園歌喉戰參賽選手，嗓音高亢宏亮。素有「丐幫幫主」稱號，現為發片歌手。
- 2號合作者潘泓仁：男，9歲。曾獲超級模王大道2冠軍。
- 3號合作者丁衣凡：男，31歲。曾獲台北醫學大學金旋獎冠軍、央視星光大道總月冠軍。現為發片歌手。
- 4號合作者李崗霖：男，33歲。曾獲第三屆SONY之星冠軍。現為發片歌手，成名曲為「祈禱」。
- 5號合作者動手動腳：男&女，10-12歲。曾獲第2010全國熱舞大賽冠軍。
- 6號合作者謝維倫：男，30歲。曾獲2008李宗盛創作大賽台灣區優勝冠軍。
- 7號合作者康思婷：女，27歲。曾獲快樂星期天校園歌喉戰第2屆冠軍、2013首屆海峽兩岸歌會冠軍。
- 8號合作者呂　薔：女，19歲。曾入圍2013年金曲獎最佳新人，有著「電氣系迷幻新女聲」封號。現為發片歌手。
- 9號合作者吳申梅：女，31歲。曾獲21世紀新人歌唱排行榜冠軍、第三屆綠色和平電視台歌唱大賽冠軍和超級紅人榜冠軍。亦曾入圍金曲獎最佳台語女歌手與最佳專輯。現為發片歌手。
- 10號合作者陳芳語：女，19歲。曾創下超級星光大道（第六屆）踢館魔王連續四戰不敗紀錄，現為發片歌手。
- 11號合作者方炯鑌：男，36歲。曾獲馬來西亞K歌大賽冠軍、第九屆全球華語歌曲排行榜年度二十大金曲（壞人）與最佳作曲。現為發片歌手。
- 12號合作者吳亦帆：女，34歲。曾獲金曲超級星藝人歌唱比賽冠軍，曾入圍金曲獎最佳新人，現為發片歌手。

### 闇黑魔王踢館賽
索尼音樂團隊　  喜歡音樂團隊　  魔王軍團勝利

#### 上回（12/29播出）
| 參賽選手（當集分數） |              |              |              |              |              |
| 參賽團隊             | 第一戰       | 第二戰       | 第三戰       | 第四戰       | 第五戰       |
| 超偶聯盟             | 王榮德（88） | 吳宗訓（82） | 馮玟璇（86） | 張懷顥（87） | 江筱柔（82） |
| 魔王軍團             | 雷御廷（91） | 吳昀庭（82） | 曾一軍（81） | 徐琬庭（80） | 蔡孟庭（84） |

- 1號踢館魔王雷御廷：男，22歲。封號為「磁性嗓音．月夜鋼琴手」。曾獲銘傳大學24系Rock Of Kara歌唱大賽第一名。
- 2號踢館魔王吳昀庭：女，22歲。封號為「魔幻聲線酷女郎」。曾獲第九屆師弦獎歌唱冠軍。
- 3號踢館魔王曾一軍：男，25歲。封號為「冠軍開膛手．小青峰」。曾獲2012K-POP Contest台灣區代表決賽第二名、2012中央大學校園歌謠大賽冠軍、2012輔仁大學社工系歌唱大賽冠軍。
- 4號踢館魔王徐琬庭：女，18歲。封號為「重低音小惡魔」。曾獲青年高中全校歌唱比賽冠軍。
- 5號踢館魔王蔡孟庭：女，18歲。封號為「鐵肺生化人．台版碧昂絲」。曾獲龍潭農工歌唱大賽冠軍。

#### 下回（01/05播出）
| 參賽選手（當集分數） |              |              |                      |              |              |              |
| 參賽團隊             | 第六戰       | 第七戰       | 第八戰               | 第九戰       | 第十戰       | 第十一戰     |
| 超偶聯盟             | 鄧佑剛（86） | 戴玉娟（80） | 楊涵琁（85）         | 陳佳琦（86） | 陳詩妤（88） | 蘇玉貞（94） |
| 魔王軍團             | 劉曾昊（83） | 楊子芸（85） | 周竑廷、黃若昀（82） | 吳昆翰（84） | 孫 賀（90）  | 彭芷羚（89） |

- 6號踢館魔王劉曾昊：男，20歲。封號為「高音黑武士」。曾獲全國素人造星計畫歌唱比賽菁英組第一名、全國租稅歌唱大賽大專盃第一名。
- 7號踢館魔王楊子芸：女，38歲。封號為「魔界小江蕙」。曾獲102學年度農會盃青年組冠軍。
- 8號踢館魔王周竑廷、黃若昀：男／女，24／21歲。封號為「魅惑和音．琴魔雙煞」。曾獲第十屆舍我盃團體組冠軍。
- 9號踢館魔王吳昆翰：男，24歲。封號為「地獄繚繞．迷幻假音」。曾獲2012軒尼詩線上選秀賽季軍、2013中華電信創作大賽亞軍。
- 10號踢館魔王孫　賀：女，37歲。封號為「夜上海．魔聲歌姬」。曾獲就是愛唱歌比賽冠軍。
- 11號踢館魔王彭芷羚：女，22歲。封號為「重磅嗓音．星光魔女」。曾獲第十屆舍我盃個人組冠軍。

### 十強寶座爭奪戰
索尼音樂團隊　  喜歡音樂團隊
| 參賽選手（當集分數） |              |              |              |              |              |              |              |              |              |
| 第一位               | 第二位       | 第三位       | 第四位       | 第五位       | 第六位       | 第七位       | 第八位       | 第九位       | 第十位       |
| 鄧佑剛（84）         | 王榮德（81） | 馮玟璇（81） | 戴玉娟（82） | 陳佳琦（88） | 楊涵琁（86） | 張懷顥（83） | 陳詩妤（87） | 蘇玉貞（89） | 江筱柔（84） |

### 超偶星光世紀對決Ⅱ
超偶聯盟勝利　  魔王軍團勝利
| 參賽選手（當集分數） |              |              |              |              |              |              |              |              |              |              |
| 參賽團隊             | 第一戰       | 第二戰       | 第三戰       | 第四戰       | 第五戰       | 第六戰       | 第七戰       | 第八戰       | 第九戰       | 第十戰       |
| 超偶聯盟             | 馮玟璇（83） | 楊涵琁（81） | 戴玉娟（83） | 江筱柔（83） | 鄧佑剛（82） | 蘇玉貞（83） | 陳佳琦（86） | 王榮德（84） | 張懷顥（84） | 陳詩妤（91） |
| 星光魔王             | 徐詠琳（84） | 邊品憲（83） | 安伯政（84） | 彭筱瞳（80） | 丁衣凡（80） | 鄭雙雙（84） | 安 琪（79）  | 吳正傑（87） | 劉軒蓁（85） | 林鴻鳴（90） |

- 1號星光魔王徐詠琳：女，24歲。超級星光大道（第五屆）第四名。
- 2號星光魔王邊品憲：男，27歲。超級星光大道（第六屆）第五名。
- 3號星光魔王安伯政：男，33歲。超級星光大道（第一屆）第十名。
- 4號星光魔王彭筱瞳：女，25歲。超級星光大道（第七屆）第十五名。
- 5號星光魔王丁衣凡：男，31歲。超級星光大道（第二屆）第十四名。
- 6號星光魔王鄭雙雙：女，24歲。華人星光大道（第一屆）第十一名。
- 7號星光魔王安　琪：女，35歲。超級星光大道（第一屆）第十五名。
- 8號星光魔王吳正傑：男，26歲。超級星光大道（第三屆）第十四名。素有「星光啄木鳥」稱號。曾獲全國大專原住民音樂大賽第一名，曾於星光比賽獲得滿分佳績。
- 9號星光魔王劉軒蓁：女，28歲。超級星光大道（第二屆）第十一名。曾獲KKBOX創作比賽冠軍、台北花博創作比賽冠軍。現為發片歌手。
- 10號星光魔王林鴻鳴：男，33歲。超級星光大道（第四屆）第三名。素有「星光鐵肺鋼嗓」稱號。

### 組曲耐力挑戰賽
索尼音樂團隊　  喜歡音樂團隊
| 參賽選手（當集分數） |              |              |              |              |              |              |              |              |
| 第一位               | 第二位       | 第三位       | 第四位       | 第五位       | 第六位       | 第七位       | 第八位       | 第九位       |
| 張懷顥（85）         | 王榮德（87） | 馮玟璇（83） | 陳佳琦（84） | 楊涵琁（83） | 江筱柔（83） | 蘇玉貞（92） | 鄧佑剛（77） | 陳詩妤（86） |

- 張懷顥組曲：賈斯汀《Cry me a river》《Like I love you》
- 王榮德組曲：林俊傑《背對背擁抱》《修煉愛情》
- 馮玟璇組曲：張惠妹《我要快樂》《我最親愛的》
- 陳佳琦組曲：蔡依林《美人計》《大藝術家》
- 楊涵琁組曲：溫嵐《傻瓜》、吳克羣《不屑紀念》
- 江筱柔組曲：張惠妹《姊妹》《夏天的浪花》
- 蘇玉貞組曲：徐佳瑩《失落沙洲》、王力宏《你不知道的事》
- 鄧佑剛組曲：陶喆《沙灘》、茱蒂·嘉蘭《Somewhere over the rainbow》
- 陳詩妤組曲：張韶涵《淋雨一直走》、孫燕姿《綠光》

### 超偶星光世紀對決Ⅲ
超偶聯盟勝利　  魔王軍團勝利
| 參賽選手（當集分數） |              |              |              |              |              |              |              |              |
| 參賽團隊             | 第一戰       | 第二戰       | 第三戰       | 第四戰       | 第五戰       | 第六戰       | 第七戰       | 第八戰       |
| 超偶聯盟             | 陳佳琦（88） | 張懷顥（88） | 江筱柔（85） | 馮玟璇（83） | 王榮德（86） | 蘇玉貞（87） | 楊涵琁（82） | 陳詩妤（94） |
| 星光魔王             | 吳盈靜（86） | 邊品憲（84） | 林鴻鳴（90） | 安伯政（89） | 劉軒蓁（88） | 吳正傑（87） | 鄭雙雙（88） | 徐詠琳（90） |

- 1號星光魔王吳盈靜：女，20歲。華人星光大道（第一屆）第八名。
- 2號星光魔王邊品憲：男，27歲。超級星光大道（第六屆）第五名。
- 3號星光魔王林鴻鳴：男，33歲。超級星光大道（第四屆）第三名。
- 4號星光魔王安伯政：男，33歲。超級星光大道（第一屆）第十名。
- 5號星光魔王劉軒蓁：女，28歲。超級星光大道（第二屆）第十一名。
- 6號星光魔王吳正傑：男，26歲。超級星光大道（第三屆）第十四名。
- 7號星光魔王鄭雙雙：女，24歲。華人星光大道（第一屆）第十一名。
- 8號星光魔王徐詠琳：女，24歲。超級星光大道（第五屆）第四名。

### 鬥牛積分挑戰賽
索尼音樂團隊　  喜歡音樂團隊　  索尼．喜歡聯隊  超偶學長姐軍團
上回（2/16播出）

第一輪：選手組隊賽
| 參賽選手（當集分數） |                     |                            |
| 第一戰               | 第二戰              | 第三戰                     |
| 張懷顥+陳佳琦（89）  | 王榮德+馮玟璇（86） | 江筱柔+蘇玉貞+陳詩妤（84） |

- 江筱柔+蘇玉貞+陳詩妤自取團名為「薑餅珍珠糖」。薑餅取自江筱柔的江；珍珠取自蘇玉貞的貞；糖取自陳詩妤的粉絲外號「小荒糖」。

第二輪：跨界合作賽
| 參賽選手（當集分數） |                     |                     |                     |                          |                     |                   |
| 第一戰               | 第二戰              | 第三戰              | 第四戰              | 第五戰                   | 第六戰              | 第七戰            |
| 張懷顥+楊瑞韻（88）  | 馮玟璇+楊沛霖（81） | 王榮德+潘世程（91） | 陳佳琦+曹力文（85） | 江筱柔+林世忠+李讓（89） | 陳詩妤+莊力穎（89） | 蘇玉貞+武豪（88） |

- 張懷顥合作對象．楊瑞韻：女，鋼琴老師。臺灣師範大學表演藝術研究所鋼琴合作組，曾與林逸欣、管罄、輕鬆玩樂團、Summer等藝人合作。
- 馮玟璇合作對象．楊沛霖：男，電吉他老師，藝名Marty Young。第一屆金音創作獎最佳樂手。曾發行個人專輯《SHOWHAND》，亦為台灣首張搖滾吉他演奏專輯。
- 王榮德合作對象．潘世程：男，吉他老師。第三屆台灣木吉他大賽公開組冠軍，2011年上海國際吉他藝術節吉他大賽原創組優勝。
- 陳佳琦合作對象．曹力文：女，長笛老師，藝名長笛姐姐。2011-13年曾擔任管弦樂團長笛首席至各國巡迴演出，2012年擔任長笛首席演出歌劇《藍鬍子公爵的城堡》。
- 江筱柔合作對象．林世忠／李讓：男，木箱鼓老師。台中愛樂交響樂團打擊樂手，2011年台灣十大傑出街頭藝人。／口琴老師。電影《不老騎士》口琴演奏，蕭煌奇歌曲《疼惜》口琴演奏，2013年世界口琴大賽三重奏冠軍。
- 陳詩妤合作對象．莊力穎：男，小提琴老師。2012年擔任大陸歌手黃海星MV樂團小提琴手，同年參與樂興之時交響樂團《BBS：鄉民的正義》電影配樂。
- 蘇玉貞合作對象．武　豪：男，三味線老師，亦為台灣唯一三味線傳人。2010年團體「石神」組成，至今持續演出中；2012年受聘於台南藝術大學亞太音樂研究中心指導老師。

下回（2/23播出）

第三輪：學長姐前輩跨越賽
| 參賽選手（當集分數） |              |              |              |              |              |              |              |
| 參賽團隊             | 第一戰       | 第二戰       | 第三戰       | 第四戰       | 第五戰       | 第六戰       | 第七戰       |
| 超八聯盟             | 王榮德（90） | 陳佳琦（91） | 張懷顥（91） | 馮玟璇（85） | 蘇玉貞（92） | 江筱柔（87） | 陳詩妤（93） |
| 學長姊軍團           | 林利豪（86） | 王雅婷（85） | 段旭明（92） | 杜 牧（93）  | 李懿珅（89） | 符瓊音（95） | 李婭莎（91） |

- 1號超偶學長姐林利豪：男，20歲。超級偶像（第七屆）第五名。素有「超偶最帥宅男」封號，曾為職業電競選手。
- 2號超偶學長姐王雅婷：女，26歲。超級偶像（第一屆）第五名。因比賽期間常選唱張惠妹歌曲，曾有「小阿妹」之稱。
- 3號超偶學長姐段旭明：男，38歲。超級偶像（第三屆）第三名。選秀比賽史上第一位來自中國哈爾濱的選手。
- 4號超偶學長姐杜　牧：女，28歲。超級偶像（第五屆）第三名。素有「鐵肺女聲」之稱。
- 5號超偶學長姐李懿珅：男，22歲。超級偶像（第六屆）第一名。因家中從事羊肉爐的工作，而有「羊肉爐王子」的稱號。以陳昇式的自然系唱腔，稱霸超偶。
- 6號超偶學長姐符瓊音：女，30歲。超級偶像（第二屆）第二名。她因爆發力的歌聲，而有「粉紅坦克」美名。現為發片歌手。
- 7號超偶學長姐李婭莎：女，31歲。超級偶像（第四屆）第二名。來自中國上海的選手。曾獲第24屆金曲獎最佳台語女歌手。現為發片歌手。

### 總冠軍前哨戰
索尼音樂團隊　  喜歡音樂團隊　  選秀霸主軍團

#### 挑戰評審指定曲（03/02播出）
| 參賽選手（當集分數） |              |              |              |              |              |              |
| 歌曲                 | 第一位       | 第二位       | 第三位       | 第四位       | 第五位       |              |
| 慢歌                 | 陳佳琦（87） | 張懷顥（85） | 王榮德（79） | 江筱柔（88） | 蘇玉貞（88） | 陳詩妤（89） |
| 快歌                 | 王榮德（92） | 張懷顥（89） | 陳佳琦（88） | 蘇玉貞（85） | 江筱柔（89） | 陳詩妤（90） |

- 陳佳琦：慢歌，楊乃文《我給的愛》（許常德）／快歌，謝金燕《姐姐》（黎明柔）
- 張懷顥：慢歌，姚蘇蓉《情人的眼淚》（陳秀珠）／快歌，杜德偉《脫掉》（陳國華）
- 王榮德：慢歌，喬許·葛洛班《You Raise Me Up》（陳國華）／快歌，張惠妹《一夜情》（陳秀珠）
- 江筱柔：慢歌，Beyond《緩慢》（陳秀珠）／快歌，蕭敬騰《王妃》（陳秀珠）
- 蘇玉貞：慢歌，同恩《昨天我十五歲》（許常德）／快歌，花兒樂團《靜止》（黎明柔）
- 陳詩妤：慢歌，彭佳慧《甘願》（陳國華）／快歌，凡妮莎·卡爾頓《A Thousand Miles》（黎明柔）

#### 六大選秀霸主PK賽（03/09播出）
| 參賽選手（當集分數） |              |              |              |              |              |              |
| 參賽團隊             | 第一戰       | 第二戰       | 第三戰       | 第四戰       | 第五戰       | 第六戰       |
| 超八聯盟             | 陳佳琦（88） | 張懷顥（87） | 王榮德（89） | 江筱柔（91） | 陳詩妤（88） | 蘇玉貞（89） |
| 選秀霸主             | 吳思璇（86） | 孟 言（90）  | 紀乃菡（90） | 林宗興（87） | 劉明湘（91） | 蔡幸芳（90） |

- 1號選秀霸主吳思璇：女，26歲。曾獲超級接班人（第一屆）季軍殊榮，英文名為Shan。曾為隸屬早安家族的少女團體冰淇淋少女組隊長，也曾於早安家族於日本巡迴時參與演出。
- 2號選秀霸主孟　言：女，28歲。現為超級紅人榜17關衛冕者。有「大馬台語歌后」之稱。
- 3號選秀霸主紀乃菡：女，45歲。曾獲超級歌喉讚（第一屆）冠軍殊榮，為一名視障歌手。堪稱「國內最晶瑩剔透的歌聲」，現為發片歌手。
- 4號選秀霸主林宗興：男，32歲。曾獲超級偶像（第一屆）季軍殊榮。曾為YAMAHA熱音南區最佳主唱，江蘇衛視海峽兩岸歌會第三名。
- 5號選秀霸主劉明湘：女，27歲。曾獲超級星光大道（第五屆）亞軍殊榮，超級星光大道．星光傳奇賽第二名。
- 6號選秀霸主蔡幸芳：女，21歲。曾獲明日之星國語組20關衛冕冠軍殊榮，亦為明日之星最年輕的百萬得主。

### 總冠軍賽
索尼音樂團隊　  喜歡音樂團隊　
| 參賽選手（當集分數） |               |               |               |               |               |
| 歌曲                 | 第一位        | 第二位        | 第三位        | 第四位        | 第五位        |
| 動感舞曲             | 張懷顥（136） | 陳佳琦（136） | 蘇玉貞（130） | 陳詩妤（132） | 江筱柔（139） |
| 經典抒情             | 陳佳琦（130） | 蘇玉貞（140） | 張懷顥（130） | 江筱柔（132） | 陳詩妤（144） |

第一階段．動感舞曲：
- 張懷顥賽前積分26.10，排名第5。動感舞曲：組曲（林志穎《不是每個戀曲都有美好回憶》+鍾漢良《OREA》+羅志祥《愛投羅網》）
- 陳佳琦賽前積分26.35，排名第4。動感舞曲：克莉絲汀·阿奎萊拉《Express》
- 蘇玉貞賽前積分26.45，排名第3。動感舞曲：組曲（郭采潔《卡通人生》+范曉萱《管他什麼音樂》）
- 陳詩妤賽前積分26.55，排名第2。動感舞曲：孫燕姿《神奇》
- 江筱柔賽前積分27.05，排名第1。動感舞曲：組曲（披頭四《Come Together》+張惠妹《愛什麼稀罕》+庾澄慶《讓我一次愛個夠》）

第二階段．經典抒情：
第二階段演唱前，會播放該選手的超偶成長史。
- 蘇玉貞合計積分52.45，排名第5。經典抒情：黃美珍《只怕想家》
- 陳詩妤合計積分52.95，排名第4。經典抒情：張惠妹《排山倒海》（合作：台北愛樂青年管弦樂團）
- 張懷顥合計積分53.30，排名第3。經典抒情：組曲（莫文蔚《如果沒有你》+蔡健雅《無底洞》+張惠妹《趁早》）
- 陳佳琦合計積分53.55，排名第2。經典抒情：王心凌《下一頁的我》
- 江筱柔合計積分54.85，排名第1。經典抒情：汪峰《存在》

### 冠中冠人氣爭霸戰
索尼音樂團隊　  喜歡音樂團隊　
| 參賽選手（當集分數） |               |               |              |              |               |
| 階段                 | 第一位        | 第二位        | 第三位       | 第四位       | 第五位        |
| 第一階段 獨唱        | 江筱柔（95）  | 張懷顥（94）  | 蘇玉貞（95） | 陳佳琦（93） | 陳詩妤（97）  |
| 第二階段 合唱        | 江筱柔+戴愛玲 | 張懷顥+包偉銘 | 蘇玉貞+郭 靜 | 陳佳琦+小 鐘 | 陳詩妤+朱俐靜 |

演唱歌曲：
- 超偶八第一名．陳詩妤：第一階段演唱A-Lin《給我一個理由忘記》／第二階段vs朱俐靜演唱《一千萬次的淚水》。神秘嘉賓朱俐靜獨唱《存在的力量》。
- 超偶八第二名．江筱柔：第一階段演唱張惠妹《渴了》／第二階段vs戴愛玲演唱《累格》。神秘嘉賓戴愛玲獨唱《想你的距離》。
- 超偶八第三名．蘇玉貞：第一階段演唱徐佳瑩《身騎白馬》／第二階段vs郭靜演唱《心牆》。神秘嘉賓郭靜獨唱《你眼中的我》。
- 超偶八第四名．陳佳琦：第一階段演唱蕭亞軒《More More More》／第二階段vs小鐘演唱吳宗憲&溫嵐《屋頂》。神秘嘉賓小鐘並無獨唱歌曲。
- 超偶八第五名．張懷顥：第一階段演唱五月天《傷心的人別聽慢歌》／第二階段vs包偉銘演唱林俊傑《波間帶》。神秘嘉賓包偉銘獨唱楊耀東《星期六》。

## 排名趨勢表
| 排名 | 第7 、8集 | 第9集    | 第10集   | 第11集   | 第12集   | 第13 、14集 | 第15集   | 第16集   | 第17集   | 第18集   | 第19 、20集 | 第21集    | 第22集    | 第23集   | 第24 、25集 | 第26集   | 第27集   | 第28集   | 第29集   | 第30集㈠ | 第30集㈡ | 第31集㈢ | 第32集㈠ | 第32集㈡ | 第33集㈢ | 第34集㈢  | 第34集㈣  |
| ---- | --------- | -------- | -------- | -------- | -------- | ----------- | -------- | -------- | -------- | -------- | ----------- | --------- | --------- | -------- | ----------- | -------- | -------- | -------- | -------- | -------- | -------- | -------- | -------- | -------- | -------- | --------- | --------- |
| 1.   | 陳詩妤90  | 王榮德91 | 江筱柔90 | 楊智羽92 | 楊智羽92 | 陳詩妤91    | 楊涵琁88 | 陳詩妤91 | 陳詩妤89 | 陳詩妤92 | 陳詩妤93    | 陳詩妤93  | 江筱柔92  | 戴玉娟89 | 蘇玉貞94    | 蘇玉貞89 | 陳詩妤91 | 蘇玉貞92 | 陳詩妤94 | 張懷顥89 | 王榮德91 | 陳詩妤93 | 陳詩妤89 | 王榮德92 | 江筱柔91 | 江筱柔139 | 陳詩妤144 |
| 2.   | 楊智羽87  | 江筱柔88 | 戴玉娟89 | 陳佳琦91 | 王榮德91 | 楊智羽89    | 江筱柔88 | 王榮德88 | 馮玟璇87 | 王榮德91 | 蘇玉貞92    | 蘇玉貞93  | 戴玉娟 92 | 蘇玉貞89 | 王榮德88    | 陳佳琦88 | 陳佳琦86 | 王榮德87 | 陳佳琦88 | 陳佳琦89 | 江筱柔89 | 蘇玉貞92 | 江筱柔88 | 陳詩妤90 | 王榮德89 | 張懷顥136 | 蘇玉貞140 |
| 3.   | 王榮德86  | 陳詩妤85 | 張墨88   | 陳詩妤90 | 陳詩妤90 | 江筱柔89    | 陳詩妤87 | 張懷顥88 | 蘇玉貞86 | 張懷顥89 | 馮玟璇90    | 鄧佑剛 88 | 張懷顥90  | 江筱柔88 | 陳詩妤88    | 陳詩妤87 | 王榮德84 | 陳詩妤86 | 張懷顥88 | 王榮德86 | 陳詩妤89 | 陳佳琦91 | 蘇玉貞88 | 張懷顥89 | 蘇玉貞89 | 陳佳琦136 | 江筱柔132 |
| 4.   | 江筱柔86  | 馮玟璇85 | 高凌寒86 | 王榮德88 | 江筱柔89 | 高凌寒87    | 王榮德87 | 楊智羽87 | 江筱柔86 | 江筱柔89 | 張懷顥87    | 吳宗訓88  | 馮玟璇89  | 王榮德87 | 張懷顥87    | 楊涵琁86 | 張懷顥84 | 張懷顥85 | 蘇玉貞87 | 馮玟璇86 | 張懷顥88 | 張懷顥91 | 陳佳琦87 | 江筱柔89 | 陳佳琦88 | 陳詩妤132 | 陳佳琦130 |
| 5.   | 金佳偉86  | 蔡嘉維85 | 蔡嘉維86 | 江筱柔88 | 馮玟璇87 | 王榮德87    | 蘇玉貞86 | 陳佳琦86 | 楊涵琁86 | 楊涵琁87 | 吳宗訓86    | 楊智羽88  | 陳佳琦89  | 陳詩妤87 | 馮玟璇86    | 鄧佑剛84 | 馮玟璇83 | 陳佳琦84 | 王榮德86 | 江筱柔84 | 蘇玉貞88 | 王榮德90 | 張懷顥85 | 陳佳琦88 | 陳詩妤88 | 蘇玉貞130 | 張懷顥130 |
| 6.   | 陳佳琦86  | 高凌寒84 | 陳庭毓85 | 蔡家芸87 | 陳佳琦87 | 鄧佑剛86    | 蔡嘉維86 | 鄧佑剛86 | 張懷顥86 | 楊智羽87 | 戴玉娟86    | 王榮德86  | 楊智羽87  | 鄧佑剛86 | 鄧佑剛86    | 江筱柔84 | 戴玉娟83 | 馮玟璇83 | 江筱柔85 | 蘇玉貞84 | 陳佳琦85 | 江筱柔87 | 王榮德79 | 蘇玉貞85 | 張懷顥87 |           |           |
| 7.   | 卓瑋婷85  | 鄧佑剛84 | 張懷顥85 | 楊涵琁87 | 鄧佑剛85 | 蔡家芸86    | 馮玟璇86 | 馮玟璇84 | 鄧佑剛85 | 陳佳琦85 | 鄧佑剛86    | 戴玉娟86  | 蘇玉貞86  | 馮玟璇85 | 陳佳琦86    | 張懷顥83 | 江筱柔83 | 楊涵琁83 | 馮玟璇83 | 陳詩妤84 | 馮玟璇81 | 馮玟璇85 |          |          |          |           |           |
| 8.   | 張墨85    | 張懷顥83 | 劉德章84 | 高凌寒87 | 戴玉娟85 | 張懷顥85    | 楊智羽85 | 溫哲軒84 | 溫哲軒84 | 鄧佑剛85 | 楊涵琁85    | 陳佳琦81  | 楊涵琁85  | 張懷顥84 | 楊涵琁85    | 戴玉娟82 | 蘇玉貞83 | 江筱柔83 | 楊涵琁82 |          |          |          |          |          |          |           |           |
| 9.   | 張懷顥85  | 陳佳琦83 | 王榮德84 | 張懷顥86 | 高凌寒85 | 蘇玉貞84    | 張懷顥85 | 江筱柔83 | 卓瑋婷84 | 戴玉娟85 | 陳佳琦85    | 馮玟璇81  | 鄧佑剛85  | 楊涵琁83 | 吳宗訓82    | 王榮德81 | 鄧佑剛82 | 鄧佑剛77 |          |          |          |          |          |          |          |           |           |
| 10.  | 楊顯斌85  | 曾雪倫83 | 楊智羽84 | 鄧佑剛86 | 蔡嘉維84 | 戴玉娟84    | 楊曼寧84 | 楊曼寧82 | 戴玉娟83 | 蔡嘉維85 | 王榮德84    | 江筱柔80  | 吳宗訓84  | 陳佳琦82 | 江筱柔82    | 馮玟璇81 | 楊涵琁81 |          |          |          |          |          |          |          |          |           |           |
| 11.  | 蔡家芸85  | 楊涵琁83 | 陳佳琦84 | 馮玟璇86 | 蔡家芸84 | 卓瑋婷83    | 戴玉娟83 | 楊涵琁82 | 楊智羽83 | 溫哲軒85 | 溫哲軒82    | 張懷顥80  | 王榮德84  | 楊智羽79 | 戴玉娟80    |          |          |          |          |          |          |          |          |          |          |           |           |
| 12.  | 高凌寒84  | 蔡家芸83 | 蘇玉貞83 | 劉德章83 | 楊涵琁82 | 楊曼寧82    | 鄧佑剛83 | 戴玉娟81 | 王榮德83 | 吳宗訓84 | 楊智羽81    | 溫哲軒79  | 陳詩妤84  | 吳宗訓76 |             |          |          |          |          |          |          |          |          |          |          |           |           |
| 13.  | 蘇玉貞83  | 戴玉娟83 | 蔡家芸83 | 廖世傑82 | 溫哲軒81 | 劉德章82    | 溫哲軒83 | 蔡嘉維80 | 陳佳琦81 | 蘇玉貞84 | 蔡嘉維81    | 楊涵琁79  | 溫哲軒80  |          |             |          |          |          |          |          |          |          |          |          |          |           |           |
| 14.  | 曾雪倫82  | 張墨82   | 鄧佑剛83 | 蔡嘉維82 | 蘇玉貞81 | 陳佳琦82    | 陳佳琦82 | 蘇玉貞78 | 吳宗訓81 | 楊涵琁83 | 江筱柔78    |           |           |          |             |          |          |          |          |          |          |          |          |          |          |           |           |
| 15.  | 蔡嘉維82  | 吳宗訓81 | 陳詩妤81 | 蘇玉貞81 | 卓瑋婷81 | 蔡嘉維81    | 吳宗訓82 | 吳宗訓   | 蔡嘉維80 | 卓瑋婷80 |             |           |           |          |             |          |          |          |          |          |          |          |          |          |          |           |           |
| 16.  | 鄧佑剛82  | 卓瑋婷81 | 馮玟璇81 | 卓瑋婷81 | 劉德章81 | 馮玟璇80    | 卓瑋婷78 | 卓瑋婷   | 楊曼寧79 |          |             |           |           |          |             |          |          |          |          |          |          |          |          |          |          |           |           |
| 17.  | 吳宗訓81  | 楊智羽81 | 楊涵琁81 | 戴玉娟81 | 張懷顥81 | 楊涵琁80    |          |          |          |          |             |           |           |          |             |          |          |          |          |          |          |          |          |          |          |           |           |
| 18.  | 楊涵琁81  | 楊顯斌81 | 卓瑋婷81 | 吳宗訓80 | 楊曼寧80 | 溫哲軒80    |          |          |          |          |             |           |           |          |             |          |          |          |          |          |          |          |          |          |          |           |           |
| 19.  | 廖世傑81  | 溫哲軒81 | 曾雪倫81 | 溫哲軒80 | 吳宗訓75 | 吳宗訓79    |          |          |          |          |             |           |           |          |             |          |          |          |          |          |          |          |          |          |          |           |           |
| 20.  | 陳庭毓80  | 劉德章81 | 溫哲軒81 | 陳庭毓79 | 廖世傑73 |             |          |          |          |          |             |           |           |          |             |          |          |          |          |          |          |          |          |          |          |           |           |
| 21.  | 馮玟璇80  | 金佳偉80 | 楊顯斌81 | 楊曼寧79 |          |             |          |          |          |          |             |           |           |          |             |          |          |          |          |          |          |          |          |          |          |           |           |
| 22.  | 楊曼寧80  | 廖世傑79 | 廖世傑79 | 張墨     |          |             |          |          |          |          |             |           |           |          |             |          |          |          |          |          |          |          |          |          |          |           |           |
| 23.  | 劉德章80  | 楊曼寧78 | 吳宗訓79 |          |          |             |          |          |          |          |             |           |           |          |             |          |          |          |          |          |          |          |          |          |          |           |           |
| 24.  | 張洧菘79  | 蘇玉貞77 | 楊曼寧78 |          |          |             |          |          |          |          |             |           |           |          |             |          |          |          |          |          |          |          |          |          |          |           |           |
| 25.  | 溫哲軒79  | 陳庭毓75 |          |          |          |             |          |          |          |          |             |           |           |          |             |          |          |          |          |          |          |          |          |          |          |           |           |
| 26.  | 許馨亞78  |          |          |          |          |             |          |          |          |          |             |           |           |          |             |          |          |          |          |          |          |          |          |          |          |           |           |
| 27.  | 戴玉娟78  |          |          |          |          |             |          |          |          |          |             |           |           |          |             |          |          |          |          |          |          |          |          |          |          |           |           |
| 28.  | 曾逸凡77  |          |          |          |          |             |          |          |          |          |             |           |           |          |             |          |          |          |          |          |          |          |          |          |          |           |           |
| 29.  | 邵莉淪76  |          |          |          |          |             |          |          |          |          |             |           |           |          |             |          |          |          |          |          |          |          |          |          |          |           |           |
| 30.  | 謝宜庭75  |          |          |          |          |             |          |          |          |          |             |           |           |          |             |          |          |          |          |          |          |          |          |          |          |           |           |
| 31.  | 邱茜74    |          |          |          |          |             |          |          |          |          |             |           |           |          |             |          |          |          |          |          |          |          |          |          |          |           |           |

※參賽者註記說明：
 MVP
 MVP同時PK落敗
 PK打和
 PK落敗
 落入失敗區
 未被唱片公司選上，在待定區被救回
 兩/三環節總分/積分最低被淘汰
 進入失敗區被淘汰
 退賽
 未出賽

### 總冠軍積分循環賽換算分數表
| 排名 | 參賽者 | 第32集(10%) | 第33集(20%) | 第34集(一)(30%) | 第34集(二)(40%) | 總成績 |
| ---- | ------ | ----------- | ----------- | --------------- | --------------- | ------ |
| 1.   | 陳詩妤 | 8.95        | 17.6        | 26.40           | 38.400          | 91.350 |
| 2.   | 江筱涵 | 8.85        | 18.2        | 27.80           | 35.200          | 90.050 |
| 3.   | 蘇玉貞 | 8.65        | 17.8        | 26.00           | 37.333          | 89.783 |
| 4.   | 陳佳綺 | 8.75        | 17.6        | 27.20           | 34.667          | 88.217 |
| 5.   | 張懷灝 | 8.70        | 17.4        | 27.20           | 34.667          | 87.967 |

## 踢館者排名
| 排名 | 第19、20集 | 第21集   | 第24、25集       | 第27集   | 第29集   | 第31集   | 第33集   |
| ---- | ---------- | -------- | ---------------- | -------- | -------- | -------- | -------- |
| 1.   | 吳亦帆97   | 劉明湘93 | 雷御廷91         | 林鴻鳴90 | 林鴻鳴90 | 符瓊音95 | 劉明湘91 |
| 2.   | 江惠儀91   | 林鴻鳴90 | 孫賀90           | 吳正傑87 | 徐詠琳90 | 杜牧93   | 孟言90   |
| 3.   | 臧一人91   | 黃郁善90 | 彭芷羚89         | 劉軒臻85 | 安伯政89 | 段旭明92 | 紀乃菡90 |
| 4.   | 九九89     | 安伯政86 | 楊子芸85         | 徐詠琳84 | 劉軒臻88 | 李婭莎91 | 蔡幸芳90 |
| 5.   | 張𩊇勍89   | 胡采書85 | 蔡孟庭84         | 安伯政84 | 鄭雙雙88 | 李懿珅89 | 林宗興87 |
| 6.   | 莫言88     | 邊品憲84 | 吳昆翰84         | 鄭雙雙84 | 吳正傑87 | 林利豪86 | Shan86   |
| 7.   | 鄭如儀88   |          | 劉曾昊83         | 邊品憲83 | 吳盈靜86 | 王雅婷85 |          |
| 8.   | 孟言88     |          | 吳昀庭82         | 彭筱瞳80 | 邊品憲84 |          |          |
| 9.   | 金夢庭87   |          | 周竑廷、黃若昀82 | 丁衣凡80 |          |          |          |
| 10.  | 何彥臻86   |          | 曾一軍81         | 安琪79   |          |          |          |
| 11.  | 張可亞86   |          | 徐琬庭80         |          |          |          |          |
| 12.  | 張少騰85   |          |                  |          |          |          |          |
| 13.  | 蔡恩如84   |          |                  |          |          |          |          |
| 14.  | 鄧文傑78   |          |                  |          |          |          |          |

※踢館者註記說明：
 　踢館成功
 　踢館落敗
 　平手

## 外部連結
- 官方部落格－三立（繁體中文）
- 官方網站 （页面存档备份，存于）－超視（繁體中文）
- 超級偶像SuperIdol的Facebook專頁（繁體中文）
- 超級偶像SuperIdol的新浪微博（繁體中文）
- YouTube上的超級偶像 Super Idol頻道（繁體中文）

| 台灣 三立都會台 星期日22:00~00:00          | 台灣 三立都會台 星期日22:00~00:00         | 台灣 三立都會台 星期日22:00~00:00 |
| ------------------------------------------ | ----------------------------------------- | --------------------------------- |
|                                            | 超級偶像8 （2013年7月21日-2014年3月30日） |                                   |
| 超級接班人 （2013年3月24日-2013年7月14日） | 超級偶像9 （2014年4月6日-）               |                                   |
| 星和都会台 星期四 20:00~22:00              |                                           |                                   |
| 超级接班人 （2013年4月4日-2013年11月15日） | 超級偶像8 （2013年8月8日-）               | 超級偶像9                         |